# It's All Gone Pete Tong
It's All Gone Pete Tong es una película independiente canadiense sobre Frankie Wilde (interpretado por Paul Kaye), un DJ que queda completamente sordo. El título es una referencia a una argot cockney rima una frase utilizada en Gran Bretaña desde los años 80s hasta la actualidad, en referencia a la Radio BBC 1 del DJ Pete Tong, que significa "Todo ha ido un poco mal."
La película fue estrenada el 15 de abril de 2005. El DVD fue lanzado el 20 de septiembre de 2005. Se ganó dos premios en los Festival de Artes y Comedia de Estados Unidos por la mejor película y mejor actor (Paul Kaye) y barrieron en los premios del Festival de Cine de Gen Art (Gran Jurado y del Público). Fue filmada en locaciones de Ibiza y rodada íntegramente en HD. [cita requerida]
Varios Djs famosos aparecen en la película como "cabezas parlantes", dando a la película una verdadera sensación de autenticidad. Carl Cox, Tiësto, Sarah Main, Barry Ashworth, Paul van Dyk, Lol Hammond y Pete Tong aparecen en la película. Varias ubicaciones de Ibiza fueron usadas en la película incluyendo salas de música como; Pacha, Amnesia, Privilege, DC10 y el histórico Pike Hotel Cala Longa playa.
Una nueva versión ha sido realizada por el director de cine indio Neeraj Ghosh titulado Soundtrack fue lanzado en 2011.

## Argumento
La pérdida de Frankie de la audición aparentemente ocurre primero cuando él empieza a oír un zumbido agudo en un partido de fútbol del Arsenal football en la televisión. En ese momento, Frankie está haciendo su próximo álbum con sus "dos compañeros austriacos" Alfonse y Horst, que parecen más adecuados para una banda de rock. Frankie continúa trabajando en su álbum y tocando conciertos en clubes nocturnos, pero su audición se deteriora rápidamente. Como resultado, el progreso en su álbum se estanca. Sin embargo, Frankie se niega a reconocer su problema hasta que un concierto en el Amnesia, no puede escuchar el segundo canal en sus audífonos y debe mezclar una canción con otra sin ser capaz de poder escuchar el ritmo de ellas. El resultado suena terrible, y la multitud lo abuchea. Supera el miedo y la frustración y lanza la tornamesa y el mezclador en la pista de baile, y es retirado por la fuerza del club.
Al día siguiente, Max se enfrenta a Frankie sobre su rendimiento. Frankie se compromete a consultar un médico, quién le dice que ha perdido la audición en el oído derecho y tiene un 20% en la izquierda. Él le advierte a Frankie que si no deja de abusar de las drogas y escuchando ruidos fuertes, pronto estará completamente sordo. Incluso el uso del audífono que él le da degradaría sólo aún más su audición.
Luego, durante una sesión de grabación, Frankie le confiesa el carácter completo de su pérdida de audición a Alfonse. Se inserta su audífono para demostrarle, y, abrumado por la exposición al ruido súbito, se inclina cerca de uno de los altavoces del monitor. Antes de que pueda reaccionar, sin embargo, un Horst frustrado rompe una guitarra en un amplificador cuyo volumen Frankie ha maximizado. El ruido es insoportable, y deja a Frankie inconsciente. El daño lo deja permanentemente sordo.
Sin su audición, Frankie no puede completar su álbum. Pierde su contrato de grabación, y Max lo abandona. Poco después, Sonya (su esposa) lo deja. Las secuencias cabeza parlante describen ese período como su hora más oscura, en la que se encierra en su casa, que él tiene "insonorizado" con almohadas en un intento desesperado por recuperar su audición. Su uso de drogas se intensifica, y él se deprime. En una escena, en repetidas ocasiones arroja su cuerpo contra las paredes. En otro, se envuelve velas romanas alrededor de su cabeza, ya sea un intento de suicidio o de una manera drástica para recuperar su audiencia, pero se zambulle en la piscina antes de que se enciendan.
En el momento culminante de la película, Frankie tira todas sus drogas en el inodoro, afrontando la visión del tejón amenazante (el tejón representa sus adicciones). Los dos comienzan una pelea, con Frankie finalmente ganando la partida y batiendo al tejón con una pala, luego agarra una escopeta y le dispara, sobre la cual el tejón comienza a sangrar cocaína. Frankie entonces agarra la cabeza del tejón a punto de morir, y lo elimina, sólo para revelar que el tejón es, de hecho, él mismo.
Después de este período oscuro, Frankie encuentra una organización de sordos y se encuentra con Penélope, una instructora para los sordos que le entrena en la lectura de labios. Se vuelven cercanos, y con el tiempo íntimos. Él confía su infelicidad a perder la música, y ella le ayuda a percibir el sonido a través de métodos visuales y táctiles en su lugar.
Frankie se las arregla para idear un sistema para canciones de mezcla, en la que él mira un osciloscopio mientras descansa sus pies en los altavoces pulsantes, una devolución de llamada a una reivindicación anterior que hizo en la película sobre chanclas. Con el uso de este sistema, se dirige al estudio y se las arregla para producir un nuevo CD de la mezcla (Hear No Evil) en su totalidad por sí mismo. Él lo entrega a Max, que queda tremendamente satisfecho - particularmente por el potencial del uso de la discapacidad de Frankie para aumentar las ventas de discos. Él obliga a Frankie participar en ofertas de publicidad y promoción, que son cada vez más ofensivo e insensible a las personas sordas, Penélope desaprueba silencio de Frankie a todo esto. También Max trata a Penélope como lo hizo Sonya; como objeto sexual de Frankie, y no reconoce su papel sustancial en la vida de Frankie. En general, Max tiende a caracterizar a Frankie como el modelo condescendientemente de los sordos como dolido, víctimas indefensas y desesperados por un modelo a seguir de los sordos.
Max convence Frankie de tocar en vivo en el Pacha para retomar su carrera. Él piensa que es una oportunidad para que Frankie se pruebe a sí mismo a los demás, a pesar de la insistencia de Frankie de que no tiene nada que demostrar a sus críticos. El concierto va extremadamente bien, y muchos afirman que presenta aún mayor talento que sus primeros trabajos. Después del espectáculo, Frankie y Penélope desaparecen de Max, los medios de comunicación, y la escena de la música por completo. En una secuencia de "cabezas parlantes", los personajes especulan sobre dónde está ahora (si está vivo).
Cuando la película termina, se puede ver a Frankie disfrazado de músico callejero sin hogar, luego se reúne por Penélope y un niño (presumiblemente su hijo). Ellos cariñosamente caminan juntos por una calle no reconocida. Después, vemos a Frankie enseñando a un grupo de niños sordos cómo percibir el sonido como él.

## Personajes

### Principales
- Frankie Wilde (Paul Kaye) es el rey de los DJs, que va perdiendo poco a poco su audición, y poco a poco a perder todo lo que piensa que es importante para él: su trabajo, su fama y su esposa trofeo.
- Penelope (Beatriz Batarda) es la instructora de lectura labial sorda que da Frankie el amor puro que nunca tuvo y siempre necesitaba.
- Sonya (Kate Magowan) es la esposa supermodelo de Frankie Wilde. Sus días están llenos de decidir sobre qué tema es más apropiado para su jardín: japonés o español?
- Max Haggar (Mike Wilmot) es el agente de Frankie. Gordo, calvo, y temerario, Max sabe todo sobre hacer dinero y su teléfono celular es su línea de vida.
- Jack Stoddart (Neil Maskell) es el despiadado CEO de Registros de motor que no tiene simpatía por Frankie. Él dice: "Yo no quiero un DJ sordo en la etiqueta. No quería que la empresa sea etiquetada con el sello sordo. Bueno, el negocio es difícil y, a veces hay que tomar decisiones difíciles y he hecho más difíciles decisiones que dejar caer al sordo DJ ".

## Música

### Banda sonora
La banda sonora de la película fue estrenada por EMI el 4 de octubre de 2005 como un disco doble banda sonora para la película.

## Listado de pistas

### CD 1
1. "Pacific State" – 808 State (exclusive mix)
2. "Cloud Watch" – Lol Hammond
3. "Dry Pool Suicide" – Graham Massey
4. "Moonlight Sonata" – Graham Massey
5. "Baby Piano" – Lol Hammond
6. "Ku Da Ta" – Pete Tong
7. "Mirage" – Moroccan Blonde (Ben Cherrill, James Doman and Lol Hammond)
8. "Troubles" – Beta Band
9. "Parlez Moi D'Amour" – Lucienne Boyer
10. "Need To Feel Loved (12" Club Mix)" – Reflekt
11. "It's Over" – Beta Band
12. "Halo (Goldfrapp Remix)" – Depeche Mode
13. "How Does It Feel?" – Afterlife
14. "Holdin' On" – Ferry Corsten
15. "Four-Four-Four" – Fragile State
16. "Music for a Found Harmonium"	– Penguin Café Orchestra
17. "Learning to Lip-Read" – Graham Massey
18. "Good Vibrations" – The Beach Boys
19. "Interlude" – Ben Cherrill and James Doman
20. "White Lines" – Barefoot

### CD 2
1. "Intro
2. "DJs in a Row" – Schwab
3. "Flashdance (Raul Rincón Mix)" – Deep Dish
4. "Good 2 Go" – Juggernaut (Ben Cherrill and James Doman) Mixed With "Rock That House Musiq" – Christophe Monier and DJ Pascal feat. Impulsion
5. "Blue Water" – Black Rock
6. "Back to Basics" – Shapeshifters
7. "Up & Down" – Scent
8. "Serendipity" – Steve Mac & Pete Tong Presents Lingua Franca
9. "Plastic Dreams (Radio Edit)"	– Jaydee
10. "Rock Your Body Rock" – Ferry Corsten
11. "Can You Hear Me Now"	– Double Funk feat. Paul Kaye (Ben Cherrill and James Doman)
12. "Musak (Steve Lawler Mix)" – Trisco
13. "Yimanya" – Filterheadz
14. "Need To Feel Loved (Seb Fontaine and Jay P's Mix)" – Reflekt feat. Delline Bass
15. "More Intensity" – Pete Tong and Chris Cox
16. "Frenetic (Short Mix)" – Orbital

## Valoración de la película
Canciones que aparecen en la película, pero no incluidas en la banda sonora:
1. "Al Sharp" – The Beta Band
2. "Flamenco" – Flamenco Ibiza
3. "Get On" – Moguai
4. "G-Spot" – Lol Hammond
5. "Hear No Evil" – Lol Hammond
6. "I Like It (Sinewave Surfer Mix)" – Narcotic Thrust
7. "Messa da Requiem" – Riccardo Muti/La Scala Milan
8. "Electronika" – Vada
9. "Rise Again" – DJ Sammy
10. "Ritcher Scale Madness" – ...And You Will Know Us by the Trail of Dead
11. "The Aviator" – Michael McCann
12. "Up & Down (Super Dub)" – Scent
13. "You Can't Hurry Love" – The Concretes

## DVD Extras
La versión estadounidense del DVD incluye 5.1 Dolby Digital, Subtítulos, e incluye varios extras que fueron parte de la campaña de marketing en línea / Web:  'Frankie Wilde: The Rise'   ', Frankie Wilde: La caída' , y'  Frankie Wilde: La Redención  '.

## Premios

### Ganó
- 'Mejor película canadiense'  - Festival Internacional de Cine de Toronto - 2004
- 'Mejor Película'  - US Comedy Arts Festival - 2005
- 'Mejor Actor'  (Paul Kaye) - US Comedy Arts Festival - 2005
- 'Grand Jury Award'  - Gen Art Film Festival - 2005
- 'Premio del Público'  - Gen Art Film Festival - 2005
- 'A la mejor película de Columbia Británica'  - Los críticos Vancouver Film Circle - 2005
- 'Mejor Artista Masculino'  (Mike Wilmot) - Premios canadienses Comedia - 2005
- 'Mejor sonido'  - Leo Awards - 2005
- 'Mejor Edición de Sonido'  - Leo Awards - 2005
- 'Mejor Largometraje Drama'  - Leo Awards - 2005

### Nominado
- 'Mejor Actor'  , 'Mejor Película'  - Método Fest
- 'Mejor Logro en la producción'  - BIFA
- 8 premios Genie